# HD 111613
HD 111613，又名CP-59 4494，SAO 252054、HR 4876，是一颗恒星，视星等为5.72，位于銀經302.91，銀緯2.54，其B1900.0坐标为赤經12h 45m 22.1s，赤緯-59° 2.54′ 7″。